# Vlekrugmiersluiper
De vlekrugmiersluiper (Herpsilochmus dorsimaculatus) is een zangvogel uit de familie Thamnophilidae (miervogels).

## Verspreiding en leefgebied
Deze soort komt voor in het noordwesten van het Amazonegebied in oostelijk Colombia, zuidelijk Venezuela en noordwestelijk Brazilië.

## Status
De grootte van de populatie is niet gekwantificeerd maar de soort wordt omschreven als vrij algemeen. Op de Rode lijst van de IUCN heeft deze soort de status niet bedreigd.